# Apallates antiguanus
Apallates antiguanus är en tvåvingeart som först beskrevs av Oswald Duda 1933.  Apallates antiguanus ingår i släktet Apallates och familjen fritflugor. Inga underarter finns listade i Catalogue of Life.